# Motupohukuo Island
Motupohukuo Island, auch Turkey Island genannt, ist eine kleine Insel im Hauraki Gulf, im Norden der Nordinsel von Neuseeland.

## Geographie
Motupohukuo Island befindet sich an der Westküste der Coromandel Peninsula, rund 4 km nordwestlich von Coromandel. Sie liegt direkt vor der Golden Bay, einer kleinen nur knapp 300 m breite Bucht, die nordwestlich von der Koputauaki Bay und im Südosten von der Oamaru Bay flankiert wird. Der Abstand zur Bucht beträgt rund 260 m.
Die Insel besitzt eine Länge von rund 235 m in Nordwest-Südost-Richtung und eine maximale Breite von rund 130 m in Südwest-Nordost-Richtung. Sie kommt dabei auf eine Gesamtfläche von 2,4 Hektar. Die höchste Erhebung befindet sich in der Mitte der Insel und liegt etwas über 20 m.

## Flora und Fauna
Die Insel ist mit Büschen und einigen Bäumen bewachsen.

## Tourismus
Im östlichen Teil der Insel befindet sich ein kleines zur Vermietung stehendes Ferienhaus, das in seiner Ausführung und Ausstattung in Neuseeland Bach (ˈbætʃ) genannt wird.